# 안드로이드 씽스
안드로이드 씽즈는 구글이 2015년 구글 I/O에서 발표하고 2018년에 출시한 안드로이드 (운영체제) 기반의 사용 중단된 임베디드 운영체제 플랫폼이다. 안드로이드 씽즈 대시보드는 2021년 1월 5일에 중단되기 시작했다. 2022년 1월 5일 이후 안드로이드 씽즈 대시보드는 완전히 종료되었고 모든 남아있는 데이터는 삭제되었다.
원래 안드로이드 씽즈는 저전력 및 메모리 제약이 있는 사물 인터넷 (IoT) 장치를 목표로 했지만, 2019년에 프로젝트는 저전력 하드웨어 지원을 중단하고 스마트폰급 장치에 중점을 두었다.

## 역사

### 출시 전
구글 I/O 2015 동안, 구글은 코드명 브릴로라는 곧 출시될 안드로이드 (운영체제) 기반 임베디드 운영체제 플랫폼을 발표했다. 당시 프로젝트는 최소 32-64MB의 RAM을 가진 저메모리 장치를 지원하는 것을 목표로 했다. 브릴로 플랫폼은 IoT 장치를 위한 OS뿐만 아니라 장치 프로비저닝 및 업데이트 전송을 위한 관리 콘솔을 포함하는 클라우드 구성 요소가 있는 완전한 소프트웨어 스택이었다. 브릴로는 와이파이와 Bluetooth Low Energy 및 클라우드 통신(업데이트 전송 포함), 안드로이드 폰 및 기타 호환 장치(구글 네스트 제품 포함)와 통신을 위한 위브 프로토콜을 지원했다.
2016년, 구글은 브릴로를 안드로이드 씽즈라는 새로운 이름으로 개편했다.
원래 안드로이드 씽즈는 저전력 및 메모리 제약이 있는 사물 인터넷 (IoT) 장치를 목표로 했으며, 이는 주로 다양한 MCU 플랫폼으로 구축된다.

### 출시
2018년, 안드로이드 씽즈는 버전 1.0으로 공식 출시되었다. 동시에 여러 OEM( JBL, 레노버, LG전자 포함)은 안드로이드 씽즈를 기반으로 하는 스마트 스피커를 출시했다. 이 장치들은 두 가지 퀄컴 "홈 허브" 시스템 온 칩 솔루션과 구글 어시스턴트 기반 스마트 스피커 및 디스플레이에 맞춰진 구글이 제공하는 안드로이드 씽즈 구현을 기반으로 했다.
2019년 2월, 안드로이드 씽즈는 스마트 스피커와 디스플레이에 다시 중점을 두었다. 프로젝트는 자원 제약이 있는 IoT 장치 지원을 중단하고 스마트폰급 장치로 초점을 변경했다.

### 종료
2020년 12월, 안드로이드 씽즈 대시보드 FAQ 페이지는 다가오는 안드로이드 씽즈 종료에 대한 공지로 조용히 업데이트되었다. 안드로이드 씽즈 대시보드는 2021년 1월 5일에 새로운 장치 등록 및 프로젝트를 받지 않기 시작했고, 2022년 1월 5일에 업데이트 배포를 중단했다. (이 시점에서 "콘솔은 완전히 종료되고 빌드 구성 및 공장 이미지를 포함한 모든 프로젝트 데이터는 영구적으로 삭제될 것이다.")